# Tribhuvanova univerzita
Tribhuvanova univerzita (nepálsky त्रिभुवन विश्वविद्यालय) je nejstarší vysoká škola v Nepálu. Byla založena v roce 1959 a pojmenována podle krále Tribhuvana, do roku 1985 byla jedinou institucí terciárního vzdělávání v zemi. Sídlí ve městě Kirtipur ležícím v aglomeraci Káthmándú. Má statut veřejné vysoké školy, jejím rektorem je ze zákona vždy úřadující předseda nepálské vlády. Díky množství dálkových studijních programů má přes šest set tisíc studentů a je tak devátou největší vysokou školou na světě. Univerzita vlastní kriketový stadion, na němž se hrají mezistátní zápasy. Sídlí zde také Nepálská matematická společnost.